# NGC 4865
NGC 4865 је елиптична галаксија у сазвежђу Береникина коса која се налази на NGC листи објеката дубоког неба.
Деклинација објекта је + 28° 5' 3" а ректасцензија 12h 59m 20,0s. Привидна величина (магнитуда) објекта NGC 4865 износи 13,6 а фотографска магнитуда 14,6. NGC 4865 је још познат и под ознакама UGC 8100, MCG 5-31-64, CGCG 160-224, DRCG 27-179, PGC 44578.